# ジャック・クラグマン
ジャック・クラグマン（Jack Klugman 本名：Jacob Joachim Klugman, 1922年4月27日 - 2012年12月24日）は、アメリカ合衆国の俳優。

## 来歴
フィラデルフィアでロシア系ユダヤ人の家に生まれる。
第二次世界大戦中は陸軍に入隊、終戦後、GI奨学金を得て、ニューヨークの演劇学校で演技を学ぶ。この時のルームメイトに、チャールズ・ブロンソンがいた。
1949年にニューヨークの舞台で俳優デビュー。その後ブロードウェイに進出。やがてテレビ・映画に出演するようになる。1970年代にテレビシリーズ『おかしなカップル』や『ドクター刑事クインシー』に主演して人気を得る。
1989年に咽頭癌で声帯を失い、声が出なくなったため、第一線を退いていたが、自ら訓練して再び話せるようになった。
2012年12月24日、90歳で死去。

## 主な出演作品

### 映画
- 十二人の怒れる男 12 Angry Men (1957)
- 針なき時計 Cry Terror! (1958)
- 酒とバラの日々 Days of Wine and Roses (1962)
- 愛と歌の日々 I Could Go on Singing (1964)
- 誘拐犯を逃すな The Yellow Canary (1963)
- 二人の殺し屋 Je vous salue, mafia! (1965)
- 死んだ女の住所録 Fame Is the Name of the Game (1966)
- 刑事 The Detective (1968)
- さよならコロンバス Goodbye,Columbus (1969)
- パニック・イン・スタジアム Two-Minute Warning (1976)
- マイ・ビッグ・ファット・ファーザー When Do We Eat? (2005)

### テレビシリーズ
- トワイライト・ゾーン  (1960-1963)
- 逃亡者　#13(1963)  バック・ハーモン
- おかしなカップル The Odd Couple (1970-1975)
- Dr.刑事クインシー Quincy, M.E. (1976-1983)
- Dr.マーク・スローン Diagnosis: Murder (1997,1999)